# Morixe Hermanos
Morixe Hermanos S.A.C.I. (BCBA: MORI) es una empresa argentina fundada en 1901 dedicada a la fabricación de harinas para la industria de la alimentación.
Desde 2023 pertenece al holding Sociedad Comercial del Plata.

## Historia y desarrollo
Los orígenes de la empresa Morixe se remontan a 1901, cuando Francisco Morixe, molinero desde 1895, junto a sus hijos comenzaron la explotación de un molino a vapor que fue base de una planta industrial construida en 1914 en la calle Rojas del barrio de Caballito, ubicado en Buenos Aires. Este molino representó un avance tecnológico destacado para su época al utilizar sistemas automáticos de producción. La expansión de la empresa continuó con la incorporación de dos plantas molineras más, ubicadas en Pigüe y Bahía Blanca, en la provincia de Buenos Aires, que le permitieron expandir su participación de mercado.
Morixe fue constituida como una sociedad anónima de capital e industria el 21 de diciembre de 1923 bajo la denominación “Morixe Hermanos. S.A.C.I.”, con un capital de m$n 50.000 e inscripta en el Juzgado Nacional de Primera Instancia en lo Comercial de Registro bajo el número 216, del libro 41, tomo “A” de Estatutos Nacionales.  
En 1938 Morixe construyó un nuevo molino en el mismo barrio de Caballito, en la calle Cucha Cucha 234, llamado el “Molino de Caballito”, y al tiempo se desprendió de los establecimientos de Pigüe, Bahía Blanca y el de la calle Rojas. De esta forma concentró su fábrica y centro de administración al nuevo molino. El Molino de Caballito comenzó con una capacidad de molienda de 240 toneladas diarias y acceso ferroviario para la recepción de materias primas y expedición de productos elaborados. La magnitud y modernidad del nuevo molino dio lugar a la expansión de Morixe en los años sucesivos. En efecto, décadas posteriores su capacidad de molienda de trigo pan fue llevada a una capacidad de 750 toneladas diarias, sumándole un molino semolero de 130 toneladas diarias adicionales. Esta ampliación industrial y comercial le permitió posicionarse como una de las empresas líderes con el 4,5% de participación en el mercado interno de harinas y ser un activo exportador.
En 1961, realiza una oferta pública de sus acciones, que fue aprobada por asamblea extraordinaria de fecha 8 de octubre de 1960. Desde 1961 hasta la actualidad las acciones de Morixe cotizan en la BCBA, exteriorizándose así el esfuerzo y sacrificio de los accionistas en beneficio del desarrollo y consolidación de la sociedad. No obstante, Morixe ha sido siempre una sociedad eminentemente de familia. Cinco generaciones de la familia Morixe ininterrumpidamente han conducido la sociedad. 
Morixe es una compañía que siempre se ha mantenido en constante innovación empleando en su explotación la más alta tecnología conocida en cada una de las épocas. Fue pionera en la instalación de una de las primeras líneas de prensado de afrechillo del país, adoptó el sistema neumático para el movimiento de productos, construyó silos para harinas y subproductos, instaló de una de las plantas más grandes para la fabricación de sémolas de trigo candeal para la industria fideera, incorporó fraccionadoras automáticas para harinas y sémolas, montó del primer silo de bolsas de harina de la República Argentina y puso en marcha por primera vez en Sudamérica el sistema de elaboración de harinas especiales a partir de las harinas comunes.
En el año 2007, Morixe vendió el inmueble de Caballito y trasladó su actividad industrial a la localidad de Benito Juárez, provincia de Buenos Aires, en donde se encuentra el molino de Molino Guglielmetti S.A.C.I.A. (“Molino Guglielmetti”), una de sus sociedades controladas desde el año 1993.
En 2023, el holding Sociedad Comercial del Plata compró el 78 % de Morixe Hermanos por 18 millones de dólares.

## Marcas
- Morixe
- Remixe
- Guglielmetti
- Valle Fértil
- Mitre
- MH
- General Mitre
- La Panaderita
- Salsarina
- Blancarina
- Facturina
- Neptuno
- Tatin